# Trichopterna grummi
Espèce
Trichopterna grummi est une espèce d'araignées aranéomorphes de la famille des Linyphiidae.

## Distribution
Cette espèce se rencontre en Asie centrale, au Kirghizistan et au Kazakhstan entre 1 800 et 2 600 m d'altitude dans les monts Trans-Ili Alataou.

## Description
Le mâle holotype mesure 1,80 mm et la femelle paratype 1,90 mm.

## Étymologie
Cette espèce est nommée en l'honneur de Grigorii Efimovich Grumm-Grshimailo (1860–1936).

## Publication originale
- Tanasevitch, 1989 : The linyphiid spiders of Middle Asia (Arachnida: Araneae: Linyphiidae). Senckenbergiana Biologica, vol. 69, p. 83-176.